# Șcheia (Iași)
Șcheia es una comuna ubicada en el distrito de Iași, Rumania.

## Superficie
Cuenta con una superficie de 29,90 kilómetros cuadrados.

## Demografía
Hasta 2021 la población era de 2583 habitantes, con una densidad de población de 86,39 habitantes por kilómetro cuadrado.